# Pontogenia chrysocoma
Pontogenia chrysocoma är en ringmaskart som först beskrevs av Baird 1865.  Pontogenia chrysocoma ingår i släktet Pontogenia och familjen Aphroditidae. Utöver nominatformen finns också underarten P. c. minuta.